# 11595 Monsummano
11595 Monsummano è un asteroide della fascia principale. Scoperto nel 1995 da Luciano Tesi e Andrea Boattini, presenta un'orbita caratterizzata da un semiasse maggiore pari a 2,2575830 UA e da un'eccentricità di 0,0740108, inclinata di 4,99356° rispetto all'eclittica.